# Kamen Rider OOO
Камэн Райдер Оуз (яп. 仮面ライダーオーズ／ＯＯＯ Камэн райда: О:дзу) — 12 сезон сериала «Kamen Rider» периода Хэйсэй. Премьера сериала прошла 5 сентября 2010 года. Главный райдер сезона впервые появился в кинофильме Камэн Райдер Дабл навсегда: Гайамемори/от A до Z. Рекламный девиз сезона «Я превращаюсь!» (яп. 俺が変身する! Орэ га хэнсин суру!). Дословный вариант перевода на русский язык, при сохранении оригинального происхождения слова «Райдер». — Наездник в Маске О́уз.
Английский вариант написания названия сериала:
- Kamen Rider OOO
- Kamen Rider O’s.

## Краткая история
Эйдзи Хино — парень без мечты, работы и семьи. Когда в Японии пробудились звероподобные существа — Гриды, спавшие 800 лет, птицеподобный Грид по имени Анк, дарует Эйдзи пояс и три медали. Это позволило Эйдзи получить силу Камэн Райдера Оуза. Таинственный фонд Когами стал помогать Эйдзи в борьбе против Гридов. Истинные мотивы фонда неизвестны.

## Персонажи
- Эйдзи Хино — сын политика, выросший в роскошной среде. Но его жизнь изменилась, в то время как Африка, когда он попытался использовать своё состояние, чтобы помочь маленькой деревне, финансировала только гражданскую войну, которая стоила жизни маленькой девочки, с которой он подружился, заставив его отказаться от своего образа жизни и стать блуждающим бродягой, готовым помочь нуждающимся. Вернувшись в Японию, чтобы якобы финансировать его путешествия по миру, Эйдзи в последнее время подрабатывает в художественном музее Когами, в результате его невольно запутали в цепи событий, которые произошли после освобождения Гридов были освобождены, когда Анк даёт возможность стать Камэн Райдером Оузом, чтобы бороться с ними. Эйдзи согласился помочь Анку в сборе клеточных медалей при условии использования его силы для спасения жизней, позже объединившись с Фондом Когами, узнавая больше о жадности. Отсутствие эгоистичных желаний Эйдзи стало бы хлопотным, когда он стал хозяином половины набора медалей фиолетового ядра, пытаясь удержаться от того, чтобы стать берсерком и превратиться в Грида. Вскоре Эйдзи узнаёт у Косэя Когами, что единственный способ противостоять эффекту фиолетовых основных медалей, — приобрести своё желание. Эйдзи вспоминает, что его желание состоит в том, чтобы иметь силу помогать другим, соглашаясь поглотить все клеточные медали, находящиеся в распоряжении Фонда Когами, чтобы достичь этого желания, поскольку он использовал их все в попытке уничтожить Маки в одной атаке. В конечном счёте, умирающий Анк даёт Эйдзи свои основные медали, чтобы сохранить себя, чтобы победить Маки, потеряв все основные медали, но сломанную медаль Ястреба, содержащую ум Анка в этом процессе. После осознания силы, которую он ищет, это те, с кем он был связан, он возобновляет свой мир, путешествуя с духом Анка, следующим за ним.
- Анк — птицеподобный Грид, нечестный подстановочный знак, который видит людей за их недостатки и не в ладах с другими Гридами. Анк также считает, что он имеет право получить все, что он хочет, и ненавидит, что нужно что-то отдавать. Восемь веков назад Анк сговорился с первоначальным Оузом и сразился с остальной частью Гридов, прежде чем быть преданным Оузом, когда все остальные Гриды были побеждены. Он был пронзён когтями Тигра Оуза, его основные медали были украдены. Когда первоначальный Оуз попытался поглотить всю силу медалей, это привело к тому, что Гриды был запечатаны, включая Анка. Тем не менее, правое предплечье Анка, держащее основную медаль, содержащую его сознание, было разорвано в процессе и запечатано другими Гридими, в то время как его бездумное тело, мумифицированное и спящее, оказалось в Европе. В результате, он потерял большую часть своих сил. Когда Гриды были освобождены, Анк был способен лишь вернуться к существованию как его правое предплечье и украл некоторые основные медали Гридов, чтобы сделать их инвалидами.
- Хина Идзуми — сестра Синго, которая почему-то обладает сверхчеловеческой силой, из-за которой она немного смущена.
- Акира Датэ
- Анк (Потерянный)
- Гамэру
- Ёсино Акэти
- Кадзари
- Кёто Маки
- Косэй Когами — эксцентричный президент Фонда Когами. Хорошо разбираясь в истории Оуза и основных медалей, он ожидал прибытия Гридов и накопил несколько медалей клеток и артефактов, связанных с Гридами и Оузом. Он любит печь торты, обычно торты на день рождения, и построил свой офис над пекарней. У него всегда есть проигрыватель в офисе, обычно играет «С Днём Рождения», полагая, что рождение всех вещей, хороших или плохих, это красота. Любые предметы, которые он отправил Камэн Райдеру Оузу, как правило, соответствуют этому убеждению, обычно называют «подарками» и завёрнуты как таковые. Когами легко возбуждается и становится невероятно восторженным, когда дело доходит до конфликта между Оузом и Гридами и рождения новых разработок, крича эмоциональное «великолепно!» в вещах, которые ему нравятся. Он также имеет привычку кричать «С Днём Рождения!» всякий раз, когда происходит что-то новое.
- Мэдзуру
- Ода Нобунага
- Синго Идзуми
- Синтаро Гото
- Тиёко Сирайси
- Ува
- Шокер

## Список серий
| Номер серии | Название | Автор сценария | Дата премьеры на родине |
| ----------- | --- | -------------- | ----------------------- |
| 1           | «Медали и трусы, и таинственная рука» (メダルとパンツと謎の腕, Мэдару то Панцу то Надзо но Удэ) | Ясуко Кобаяси  | 5 сентября 2010 года    |
| 2           | «Желание и мороженое, и подарки» (欲望とアイスとプレゼント, Ёкубо: то Айсу то Пурэдзэнто) | Ясуко Кобаяси  | 12 сентября 2010 года   |
| 3           | «Кот и эволюция, и обжора» (ネコと進化と食いしん坊, Нэко то Синка то Куйсинбо:) | Ясуко Кобаяси  | 19 сентября 2010 года   |
| 4           | «Сомнение и сообщение, и рука помощи» (疑いと写メと救いの手, Утагай то Сямэ то Сукуй но Тэ) | Ясуко Кобаяси  | 26 сентября 2010 года.  |
| 5           | «Игра цен и гнездо, и звезда» (追いかけっこと巣とセレブ, Ойкакэкко то Су то Сэрэбу) | Ясуко Кобаяси  | 3 октября 2010 года     |
| 6           | «Мода и контракт, и сильнейшее комбо» (お洋服と契約と最強コンボ, Оё: фуку то Кэйяку то Сайкё: Конбо) | Ясуко Кобаяси  | 10 октября 2010 года    |
| 7           | «Непригодный муж и ловушка, и джекпот» (ダメ亭主と罠と大当たり, Дамэ Тэйсю то Вана то О:атари) | Ясуко Кобаяси  | 17 октября 2010 года    |
| 8           | «Саботаж и безжеланность, и перерыв» (サボりと無欲と休憩中, Сабори то Муёку то Кю: кэйтю:) | Ясуко Кобаяси  | 24 октября 2010 года    |
| 9           | «Намокание и прошлое, и палящее комбо» (ずぶぬれと過去と灼熱コンボ, Дзубунурэ то Како то Сякунэцу Конбо) | Ясуко Кобаяси  | 31 октября 2010 года    |
| 10          | «Кулак и эксперимент, и превосходный мотоцикл» (拳と実験と超バイク, Кобуси то Дзиккэн то Тё Байку) | Ясуко Кобаяси  | 14 ноября 2010 года     |
| 11          | «Путешественник и ласточкохвостая бабочка, и знаменитость» (旅人とアゲハ蝶と有名人, Табибито то Агэхатё то Юмэйдзин) | Сёдзи Ёнэмура  | 21 ноября 2010 года     |
| 12          | «Угорь и мир, и комбо силы тяжести (тяготения)» (ウナギと世界と重力コンボ, Унаги то Сэкай то Дзю: рёку Конбо) | Сёдзи Ёнэмура  | 28 ноября 2010 года     |
| 13          | «Сиамский кот и стресс, и гениальный хирург» (シャム猫とストレスと天才外科医, Сяму Нэко то Суторэсу то Тэнсай Гэкай) | Ясуко Кобаяси  | 5 декабря 2010 года     |
| 14          | «Гордость и операция, и тайна» (プライドと手術と秘密, Пурайдо то Сюдзюцу то Химицу) | Ясуко Кобаяси  | 12 декабря 2010 года    |
| 15          | «Борьба за медали и машина-перевозчик, и сосуд» (メダル争奪と輸送車と器, Мэдару Сёдацу то Юсёся то Уцува) | Ясуко Кобаяси  | 19 декабря 2010 года    |
| 16          | «Конец и Грид, и новый Райдер» (終末とグリードと新ライダー, Сюмацу то Гури: до то Син Райда: ") | Ясуко Кобаяси  | 26 декабря 2010 года    |
| 17          | «Кэндоишница и Одэн, и отделившийся Ямми» (剣道少女とおでんと分離ヤミー, Кэндо: Сёдзё то Одэн то Бунри Ями:) | Ясуко Кобаяси  | 9 января 2011 года      |
| 18          | «Разрушение и причины, и хлыст Угря» (破壊と理由とウナギムチ, Хакай то Рию: то Унаги Мути) | Ясуко Кобаяси  | 16 января 2011 года     |
| 19          | «Красная медаль и следователь, и предательство» (赤いメダルと刑事と裏切り, Акай Мэдару то Кэйдзи то Урагири) | Ясуко Кобаяси  | 23 января 2011 года     |
| 20          | Текст ячейки | Текст ячейки   | Текст ячейки            |
| 21          | Текст ячейки | Текст ячейки   | Текст ячейки            |
| 22          | Текст ячейки | Текст ячейки   | Текст ячейки            |
| 23          | Текст ячейки | Текст ячейки   | Текст ячейки            |
| 24          | Текст ячейки | Текст ячейки   | Текст ячейки            |
| 25          | Текст ячейки | Текст ячейки   | Текст ячейки            |
| 26          | Текст ячейки | Текст ячейки   | Текст ячейки            |
| 27          | Текст ячейки | Текст ячейки   | Текст ячейки            |
| 28          | Текст ячейки | Текст ячейки   | Текст ячейки            |
| 30          | Текст ячейки | Текст ячейки   | Текст ячейки            |
| 31          | Текст ячейки | Текст ячейки   | Текст ячейки            |
| 32          | Текст ячейки | Текст ячейки   | Текст ячейки            |
| 33          | Текст ячейки | Текст ячейки   | Текст ячейки            |
| 34          | Текст ячейки | Текст ячейки   | Текст ячейки            |
| 35          | Текст ячейки | Текст ячейки   | Текст ячейки            |
| 36          | «Разбитые мечты и тело, и Гридово возрождение» (壊れた夢と身体とグリード復活, Коварэта Юмэ то Карада то Гури: до Фуккуцу) | Нобухиро Мори  | 29 мая 2011 года        |
| 37          | «Сон и 100 миллионов, и переход Бёза» (眠りと1億とバース転職, Нэмури то 1 Оку то Ба: су Тэнсёку) Тиёко — глава ресторана, где работает Эйдзи и Хина, становится одной из жертв Ямми. Также Доктор Маки беседует с Датэ. Результат шокирует всех, Датэ переходит на его сторону. Что же задумал Датэ? Кто же Датэ? Двойной агент или предатель?                                                                                           | Ясуко Кобаяси  | 5 июня 2011 года        |
| 38          | «Обстоятельства и расставание, и слёзы Бёза» (事情と別れと涙のバース, Дзидзё то Вакарэ то Намида но Ба: су) Датэ сталкивается со следующими проблемами: его состояние всё ухудшается, Доктор Маки обвёл его вокруг пальца. Тем временем Эйдзи становится всё сложнее сражаться с Гридами. Причина — они наконец, решили нападать коллективно. Также Синтаро Гото снова получит возможность стать Бёзом. Сможет ли он ею воспользоваться? | Ясуко Кобаяси  | 12 июня 2011 года       |